# Sainte-Anne-de-la-Pocatière
Sainte-Anne-de-la-Pocatière är en kommun av typen socken (municipalité de paroisse) i provinsen Québec i Kanada. Den ligger i regionen Bas-Saint-Laurent, i den östra delen av landet, 500 km öster om huvudstaden Ottawa.